# Драгиша Масал
Драгиша Масал (Масали код Вишеграда, 20. новембар 1951 — Београд, 18. март 2017) био је генерал-потпуковник Војске Републике Српске.

## Биографија
Рођен је 20. новембра 1951. у селу Масали, општина Вишеград. Отац Стеван је био земљорадник, а мајка Десимирка домаћица. По националности био је Србин. Крсна слава породице је Свети Никола - Никољдан (19. децембар). Био је ожењен и имао је двије кћери. Прва четири разреда основне школе завршио је у селу Масали, а остала четири разреда у Основној школи "Хасан Велетовац" у Добруну, а Гимназију у Вишеграду. Послије гимназије уписао је Војну академију Копнене војске - смјер артиљерија у Београду и Задру коју је 1974. године завршио врло добрим успјехом. Одличним успјехом завршио је Командно-штабну школу тактике Копнене војске 1988. (Дипломски рад: "Механизована дивизија у нападу из покрета") и Школу националне одбране 1996. (дипломски рад: "Противудар Војске Републике Српске на западном делу ратишта") у Београду.
Произведен је у чин потпоручника артиљерије 1974, а унапријеђен у чин поручника 1975, капетана 1978, капетана прве класе 1981, мајора 1984. (пријевремено), потпуковника 1988, пуковника 1991. (ванредно), генерал-мајора 9. јануара 1998. (ванредно) и генерал-потпуковника 20. марта 2001. (ванредно).
Службовао је у гарнизонима: Пожаревац, Ужице, Винковци, Бијељина, Вишеград, Хан Пијесак, Бијељина и Бања Лука.
У ЈНА је обављао је дужности командир вода, командир батерије, командант дивизиона, начелник артиљерије Треће крајишке механизоване бригаде, начелник штаба противоклопног артиљеријског пука, командант противоклопног артиљеријског пука и начелник артиљерије Ужичког корпуса. На посљедњој дужности у ЈНА био је командант Мјешовитог артиљеријског пука, у чину пуковника. Почетак оружаних сукоба у СФРЈ затекао га је у гарнизону Винковци. Као припадник Војске Републике Српске био је командант Трећег артиљеријског пука у Бијељини, командант тактичке групе "Вишеград" , начелник артиљерије у Органу родова Главног штаба Војске Републике Српске у Хан Пијеску. Послије рата био је начелник Сектора за организацију, мобилизацију и персоналне послове Генералштаба Војске Републике Српске у Бијељини и Бањој Луци, а уједно и помоћник начелника Генералштаба Војске Републике Српске.
Најрадоснији догађај у рату био ми је када су за свега четири дана, од 26. до 29. априла 1993. године, ослобођене територије општина Вишеград, Рудо, Рогатица и Чајниче, које су до тада биле у изузетно тешкој тактичкој ситуацији. Најтеже ми је било губљење територија западно крајишких општина и егзодус српског народа Републике Српске Крајине и из општина западног дијела Републике Српске у другој половини 1995. године. Тада сам у име ГШ Војске Републике Српске био на овом дијелу фронта. - Драгиша Масал

Пензионисан је 28. фебруара 2002. године. Био је свједок одбране генерала Ратка Младића као и генерала Радивоја Милетића. Након краће болести преминуо је у Београду 18. марта 2017. Сахрањен је 21. марта 2017. на гробљу Сарића Осоје у Ужицу. У Горњем Вардишту му је 2019. подигнута спомен биста.

## Одликовања
Одликован у ЈНА: 
- Медаљом за војне заслуге
- Орденом за војне заслуге са сребрним мачевима,
- Орденом рада са сребрним вијенцем,

Одликован у ВРС: 
- Орденом Карађорђеве звијезде Републике Српске другог реда.

Током службе оцјењиван је девет пута, једном оцјеном истиче се и осам пута оцјеном нарочито се истиче.